# 2017 год в телевидении
Список «2017 год в телевидении» описывает события в мире телевидения, произошедшие в 2017 году.

## События

### Январь
- 1 января
  - Официальное начало вещания украинского общественного телеканала «UA: Крым»[1];
  - Прекращение вещания и закрытие международного информационного телеканала «Ukraine Today»[2];
  - Прекращение вещания украинского телеканала «UBR»[3];
  - Ребрендинг российского телеканала «ТТС ТВ» («Телевизионная Торговая Сеть») в «Leomax»[4].
- 12 января — Переход российского информационно-развлекательного «8 канала» на формат вещания 16:9[5].
- 13 января — Завершение ребрендинга российского телеканала «STV» в «Жара»[6].
- 16 января
  - Переход российского государственного телеканала «Россия-1» на формат вещания 16:9[7];
  - Переход российского регионального телеканала «Югра» на формат вещания 16:9[8];
  - Переход белорусского телеканала «СТВ» на формат вещания 16:9[9].
- 17 января
  - Ребрендинг международного музыкального телеканала «iConcerts[англ.]» в «Stingray iConcerts»[10];
  - Переход украинских телеканалов «1+1» и «ПлюсПлюс» на формат вещания 16:9[11].
- 18 января — Переход российского музыкального телеканала «RU.TV» на формат вещания 16:9 и начало его вещания в стандарте высокой чёткости (HD)[12].
- 31 января — Начало вещания международной версии российского телеканала «ТНТ4»[13].

### Февраль
- 1 февраля
  - Запуск нового российского познавательного телеканала «Russian Extreme Ultra», вещающего в стандарте сверхвысокой чёткости (4K)[14];
  - Запуск компанией «Первый ТВЧ» нового детского телеканала «Мультик», вещающего в стандарте высокой чёткости (HD)[15];
  - Официальное начало вещания итальянских государственных телеканалов «Rai 1», «Rai 2», «Rai 3» и «Rai News 24» в России[16];
  - Прекращение вещания российского регионального телеканала «Life78»[17];
  - Ребрендинг русскоязычной версии телеканала «Sony Entertainment Television» в «Sony Channel»[18];
  - Завершение ребрендинга российского телеканала «Парк развлечений» в «Синема»[19];
  - Переход белорусских телеканалов «РТР-Беларусь» и «ТНТ International» на формат вещания 16:9[20];
  - Переход российского телеканала «STV» («Жара») на формат вещания 16:9[21].
- 7 февраля — Запуск компанией «Первый канал. Всемирная сеть» нового детского познавательного телеканала «О!»[22].
- 11 февраля — Прекращение вещания уральской окружной телекомпании «Ермак»[23].
- 16 февраля
  - Переход российского регионального телеканала «ОТС» на формат вещания 16:9[источник не указан 3089 дней].
  - Черноморский телеканал «ИТ-3» отказался от сетевого партнёрства «2+2» и начал собственное вещание.[24]
- 27 февраля — Изменение логотипа и графического оформления казахстанского детского телеканала «Балапан».

### Март
- 1 марта
  - Запуск нового российского регионального информационного телеканала «Народное телевидение Мордовии» (НТМ)[25], вещающего в стандарте высокой чёткости (HD)[26];
  - Закрытие украинского информационного телеканала «3s.tv[укр.]»[27];
  - Ребрендинг международного телеканала «Motors TV[англ.]» в «Motorsport.tv» и начало его вещания в стандарте высокой чёткости (HD)[28];
  - Переход российского детско-юношеского телеканала «Карусель» на формат вещания 16:9[29].
- 13 марта — Возобновление вещания и ребрендинг уральской окружной телекомпании «Ермак» в «УрФО 24» в качестве врезок[30].
- 14 марта — Официальное начало вещания операторами кабельного телевидения России обязательных общедоступных региональных телеканалов на 21-й позиции («21-я кнопка»)[31].
- 15 марта — Запуск компанией «Viacom International Media Networks» (VIMN) русскоязычной версии фильмового телеканала «Spike»[32], вещающей в стандарте высокой чёткости (HD)[33].
- 25 марта — Смена графического оформления российского развлекательно-познавательного телеканала «Калейдоскоп ТВ»[34].
- 27 марта — Возобновление вещания с новой концепцией казахстанского телеканала «Ел Арна»[35].
- 29 марта — Отключение цифрового эфирного вещания стандарта DVB-T в Германии в связи с полным переходом на вещание в стандарте DVB-T2 HD[36].
- 30 марта — Переход российского научно-популярного познавательного телеканала «Наука» на формат вещания 16:9[37].

### Апрель
- 1 апреля — Переход российского регионального телеканала «Первый Ярославский» на формат вещания 16:9[источник не указан 2925 дней].
- 4 апреля — Переход украинского телеканала «Бигуди» на формат вещания 16:9[38].
- 15 апреля — Премьера десятого сезона британского фантастического телесериала «Доктор Кто» (серия «Пилот», где дебютирует Пёрл Маки в роли Билл)[39], признанного «самым продолжительным научно-фантастическим сериалом в мире»[40].
- 16 апреля — Начало вещания украинского регионального телеканала «Like TV» на месте телеканала «Шанс».
- 20 апреля — Переход российского познавательного телеканала «Кухня ТВ» на формат вещания 16:9[41].
- 23 апреля
  - Запуск первого в Узбекистане специализированного футбольного телеканала «Futbol TV» («Футбол ТВ»)[42];
  - Смена логотипа российского телеканала «Че» на один день[43][44].

### Май
- 1 мая — Запуск в Кыргызстане нового информационно-познавательного телеканала «NTV» («New Television»), вещающего в стандарте высокой чёткости (HD)[45].
- 9—13 мая — Телевизионный конкурс песни Евровидение-2017[46].
- 15 мая
  - Отключение аналогового эфирного вещания в Кыргызстане в связи с переходом на цифровое эфирное вещание[47];
  - Запуск компанией «Контент Юнион» нового российского фильмового телеканала «Теленовелла», вещающего в стандарте высокой чёткости (HD)[48].
- 21 мая — Прекращение вещания украинской версии телеканала «Euronews»[49].
- 22 мая — Переход российского спортивного телеканала «Футбол» на формат вещания 16:9[50].

### Июнь
- 1 июня
  - Запуск нового российского познавательного телеканала «Большая Азия», доступного в стандарте высокой чёткости (HD)[51];
  - Возобновление вещания с новой концепцией немецкого телеканала «tm3[нем.]»[52][53];
  - Прекращение вещания российского информационно-развлекательного телеканала «ПИК ТВ»[54];
  - Ребрендинг российского телеканала «TV1000 Русское кино» в «TV 1000 World kino» на Украине[55];
  - Переход украинских телеканалов «2+2»[56] и «УНИАН»[57] на формат вещания 16:9;
  - Переход российского телеканала «Техно 24» на формат вещания 16:9[58];
  - Смена графического оформления российской версии телеканала «Nickelodeon»[59].
  - Смена логотипа и переименование хабаровского телеканала «Первое краевое телевидение» в «Губерния».
- 6 июня — Начало вещания нового российского регионального телеканала «Тольятти 24»[60].
- 19 июня — Переход международного русскоязычного телеканала «RTVi» на формат вещания 16:9[61].

### Июль
- 1 июля
  - Запуск нового российского познавательного телеканала «Диалоги о рыбалке»[62];
  - Прекращение вещания российского фильмового телеканала «24 DOC» и запуск на его частоте нового познавательного телеканала «Доктор»[63], вещающего в стандарте высокой чёткости (HD)[64];
  - Прекращение вещания и закрытие регионального кабельного телеканала Санкт-Петербурга «ТКТ-ТВ»[65];
  - Начало тестового вещания в стандарте высокой чёткости (HD) версий на французском, английском и арабском языках международного телеканала «France 24»[66].
- 5 июля — Смена логотипа украинского телеканала «2+2»[67].
- 15 июля
  - Запуск американской версии международного Олимпийского телеканала[68][69];
  - Начало вещания нового регионального телеканала Тверской области «Твериград»[70].
- 17 июля
  - Запуск компанией «Ричи Медиа Групп» нового российского познавательно-развлекательного телеканала «Пёс и Ко», вещающего в стандарте высокой чёткости (HD)[71];
  - Начало вещания компанией «Контент Юнион» нового российского спортивного телеканала «Точка отрыва»[72].
- 19 июля
  - Переход российского федерального телеканала «ТНТ» на формат вещания 16:9[73];
  - Смена логотипа российского государственного телеканала «Культура»[источник не указан 2938 дней].
- 24 июля — Прекращение вещания телеканала «Diyor» НТРК Узбекистана и запуск на его частоте нового информационно-аналитического телеканала «O‘zbekiston 24» («Узбекистан 24»), параллельно транслирующегося в стандарте высокой чёткости (HD) на частоте телеканала «UzHD»[74].
- 25 июля
  - Официальный запуск компанией «НСК Студия» нового познавательно-развлекательного телеканала «Первый вегетарианский», тестовое вещание которого велось с 25 мая[75];
  - Смена логотипа и графического оформления «Информационного канала Севастополя»[76].
- 31 июля
  - Начало вещания нового регионального телеканала «Тула 24»[77];
  - Смена логотипа и графического оформления российского телеканала «Че»[78];

### Август
- 1 августа
  - Запуск российских версий телеканалов «Eurochannel» и «Clubbing TV», вещающих в стандарте высокой чёткости (HD)[79].
- 7 августа — Смена логотипов российских телеканалов «Охотник и рыболов» и «Охотник и рыболов HD»[80].
- 8 августа
  - Смена названия украинского государственного телеканала «Культура» на «UA: Культура»[уточнить][81];
  - Переименование российского телеканала «Еда HD» в «Еда Премиум»[82].
- 14 августа — Смена графического оформления украинского телеканала «2+2»[67].
- 17 августа — Переход регионального телеканала Московской области «Томилино ТВ» на вещание в стандарте высокой чёткости (HD)[83].
- 18 августа
  - Прекращение вещания и закрытие российских информационных телеканалов «Life»[84][85] и «Life78»[86];
  - Смена логотипа и графического оформления российского телеканала «РЕН ТВ»[источник не указан 2908 дней].
- 24 августа — Запуск на базе украинского телеканала «Тонис» информационного телеканала «Прямой»[87].
- 25 августа — Смена логотипов и графического оформления российских телеканалов «Amedia Premium» и «Amedia Hit»[88].

### Сентябрь
- 1 сентября
  - Запуск компанией «Pro100TV» нового детского телеканала «Мамонтёнок», вещающего в стандарте высокой чёткости (HD)[89];
  - Начало вещания нового российского регионального телеканала «78»[90];
  - Прекращение вещания и закрытие российского информационно-познавательного телеканала «Агро-ТВ»[91];
  - Прекращение вещания на территории России международного телеканала «Eurosport News»[92];
  - Ребрендинг украинского телеканала «QTV» в «ОЦЕ ТВ[укр.]»[93];
  - Завершение ребрендинга российского этномузыкального телеканала «9 Волна» в «ACB TV»[94].
- 4 сентября
  - Ребрендинг казахстанского детского телеканала «Балапан» в «Balapan», смена логотипа и графического оформления.
  - Прекращение вещания блока международного телеканала «Euronews» на частоте телеканала «Россия-Культура»[95];
  - Переход регионального телеканала Республики Коми «Юрган» на вещание в стандарте высокой чёткости (HD)[96].
- 6 сентября — Запуск компанией «Первый канал. Всемирная сеть» нового телеканала «Поехали!».
- 8 сентября — Начало тестового вещания нового регионального телеканала Архангельской области «Регион 29»[97].
- 11 сентября — Ребрендинг российского музыкального телеканала «Rusong TV» в «Bridge TV Русский хит»[98].
- 12 сентября
  - Ребрендинг польской версии телеканала «FilmBox[пол.]» в «Kino TV» и начало вещания польской версии телеканала «FilmBox Premium[пол.]» в стандарте высокой чёткости (HD)[99];
  - Переход телеканалов «Russian Travel Guide» и «Russian Travel Guide International» на формат вещания 16:9[100].
- 14 сентября — Начало спутникового вещания российского информационного телеканала «IZ.RU», доступного в стандарте высокой чёткости (HD)[101].
- 20 сентября — Прекращение вещания на территории России международного телеканала «CBS Drama»[102].
- 25 сентября — Ребрендинг межгосударственного телеканала «ТРО» в «БелРос»[103].
- 30 сентября — Смена логотипа белорусского музыкального телеканала «RU.TV Беларусь»[104].

### Октябрь
- 1 октября
  - Запуск компанией «Тайм Медиа Групп» нового сериального телеканала «Дорама»[105];
  - Запуск компанией «Дикое телевидение» нового познавательного телеканала «Дикий», вещающего в стандарте высокой чёткости (HD)[106];
  - Смена логотипа и графического оформления российского развлекательного телеканала «СТС Love»[107].
- 2 октября
  - Начало вещания нового российского спортивного телеканала «Eurosport Gold»[108];
  - Начало вещания нового российского информационно-развлекательного телеканала «13 TV» («13 ТВ»)[109][110];
  - Начало вещания белорусского общенационального телеканала «СТВ» в стандарте высокой чёткости (HD)[111].
  - Смена логотипа и графического оформления французских музыкальных телеканалов «MCM» и «MCM Top».
- 3 октября — Церемония вручения телевизионной премии «ТЭФИ—2017»[112].
- 4 октября — Начало вещания на территории России англоязычного эротического телеканала «Barely Legal»[113].
- 9 октября — Ребрендинг казахстанского телеканала «ON TV» в «ON! Пятница»[114].
- 16 октября — Смена логотипа и графического оформления международного развлекательного телеканала «Zee TV»[115].
- 18 октября
  - Переход российского спортивного телеканала «Футбол» на вещание в стандарте высокой чёткости (HD)[116].
  - Переход телеканала «Пятница! International» на формат вещания 16:9[117].
- 23 октября
  - Смена логотипа и графического оформления российского развлекательного телеканала «СТС»[118].
  - Официальное начало вещания телеканала «Пятница! International», тестовое вещание которого велось с 1 августа 2017 года[119].
- 25 октября — Ребрендинг телеканалов «TV1000 Premium HD» в «ViP Premiere», «TV1000 Megahit HD» в «ViP Megahit» и «TV1000 Comedy HD» в «ViP Comedy»[120].
- 26 октября — Ребрендинг телеканала «ID Xtra» в «ID: Investigation Discovery» на европейском и российском рынках[121].
- 31 октября
  - Смена логотипа и графического оформления российской версии телеканала «Discovery Science»[122].
  - Официальное начало вещания компанией «Первый канал. Всемирная сеть» нового международного телеканала «Катюша», тестовое вещание которого велось с декабря 2015 года[123].

### Ноябрь
- 1 ноября
  - Запуск компанией «Дикое телевидение» новых познавательных телеканалов «Дикая Охота» и «Дикая Рыбалка», вещающих в стандарте высокой чёткости (HD)[106];
  - Запуск компанией «Дикое телевидение» международного телеканала «Дикий International»[124];
  - Прекращение вещания российского телеканала об игровой индустрии «Gamanoid TV» в кабельных и спутниковых сетях[125];
  - Телеканал «Культура» отмечал свой юбилей — 20 лет в эфире.
- 10 ноября — Запуск нового российского регионального телеканала «Первый Псковский»[126].
- 15 ноября — Запуск компанией «Детское телевидение Украины» новых детских телеканалов «NIKI Kids» и «NIKI Junior», тестовое вещание которых велось с 15 октября 2017[127].
- 20 ноября — Начало полноценного круглосуточного вещания телеканала «УрФО 24»[128].
- 23 ноября — Смена названия украинского телеканала «Pro ВСЕ» на «8 канал»[129].
- 27 ноября — Начало спутникового вещания украинского информационного телеканала «ObozTV»[130].
- 30 ноября — Прекращение телевизионного вещания информационно-аналитического телеканала «Царьград» в связи со сменой формата[131][132].

### Декабрь
- 1 декабря 
  - Прекращение вещания и закрытие российского телеканала «Страна» и запуск на его частоте нового телеканала «Мультимузыка»[133].
  - Официальный запуск регионального телеканала Северной Осетии «Осетия — Ирыстон», тестовое вещание которого велось с ноября 2017 года[134].
  - Возобновление вещания (до 31 января 2018 года) в кабельных сетях компании «Ростелеком» ежегодного «Телеканала Деда Мороза»[135].
  - Ребрендинг телеканалов «Teletravel HD» в «Приключения HD» и «Eureka HD» в «Эврика HD»[136].
- 10 декабря — Смена логотипа и графического оформления белорусского телеканала «ОНТ»[137].
- 11 декабря — Переход украинских общественных телеканалов «UA: Перший», «UA: Культура» и «UA: Крым» на формат вещания 16:9[138].
- 15 декабря — Начало вещания эротического телеканала «FrenchLover» в формате высокой чёткости (HD)[139].
- 18 декабря — Смена логотипа и графического оформления телеканала «ТНТ4»[140].
- 20 декабря — Ребрендинг российского познавательного телеканала «Animal Family» в «В мире животных»[141].
- 27 декабря — Официальное начало вещания нового телеканала «ОКР-ТВ» в сети Интернет — российской версии международного Олимпийского телеканала[142][143].
- 29 декабря — Переход регионального областного белорусского телеканала «Беларусь 4. Гомель» на формат вещания 16:9[источник не указан 2775 дней].